# Lawrence Ati Zigi
Lawrence Ati Zigi (* 29. November 1996 in Accra) ist ein ghanaischer Fußballtorwart.

## Karriere

### Verein

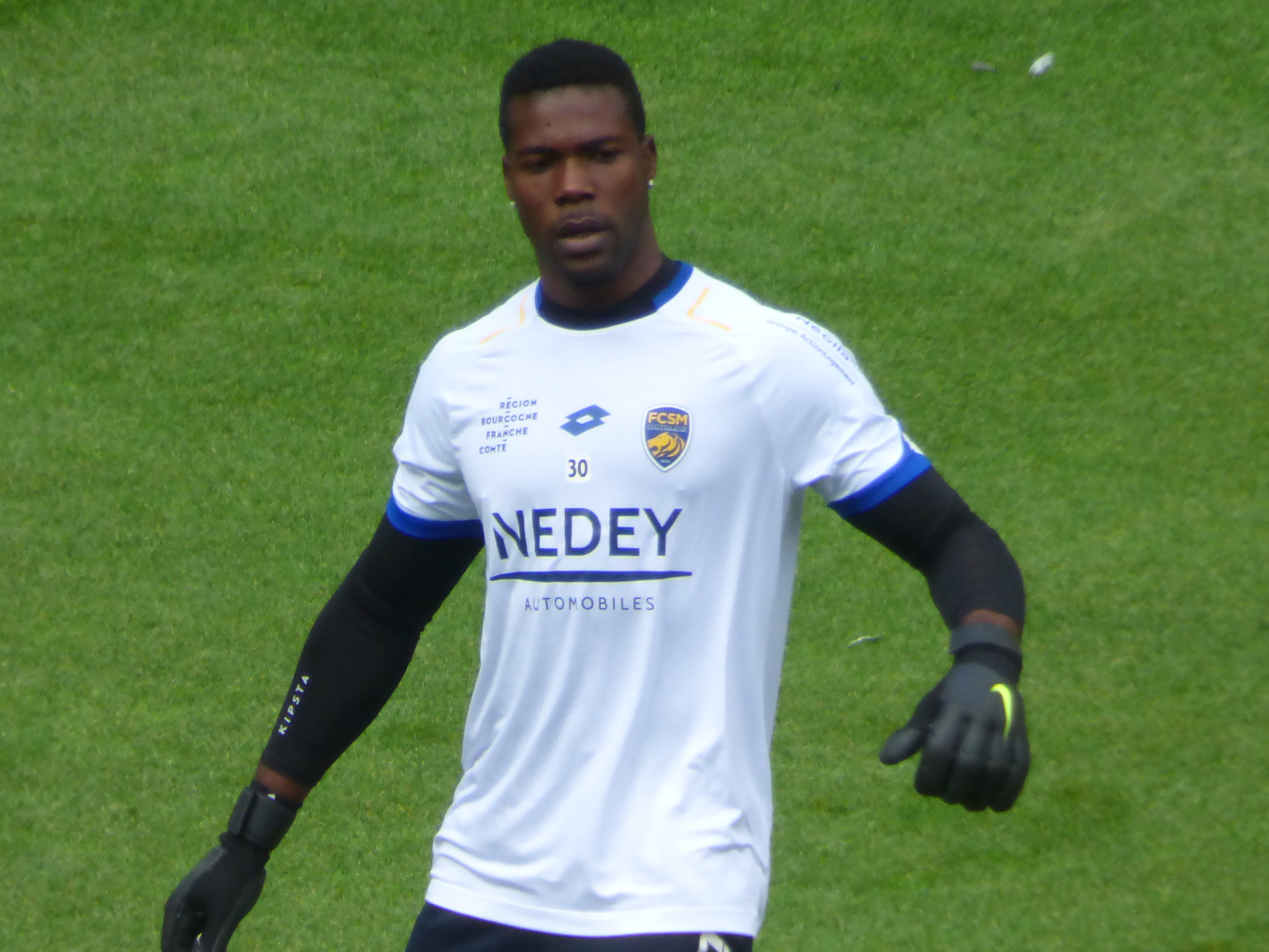
Lawrence Ati Zigi beim FC Sochaux (2018)

Ati Zigi begann seine Karriere bei Red Bull Ghana. Im Januar 2015 wechselte er nach Österreich zum FC Liefering, dem Farmteam des FC Red Bull Salzburg. Sein Profidebüt gab er am 28. Spieltag 2014/15 gegen den TSV Hartberg. In der Hinrunde der Saison 2015/16 stand er bei 2 Bundesligaspielen des FC Red Bull Salzburg im Spieltagskader, ohne eingesetzt zu werden. Im Januar 2017 wurde er in den Kader des FC Red Bull Salzburg hochgezogen, kam aber zu keinem Pflichtspieleinsatz.
Zur Saison 2017/18 wechselte Ati Zigi nach Frankreich zum Zweitligisten FC Sochaux, bei dem er einen bis Juni 2020 gültigen Vertrag erhielt.
Ende Januar 2020 wechselte er in die Schweiz zum FC St. Gallen. Als Publikumsliebling wurde sein Vertrag bis 2025 verlängert.

### Nationalmannschaft
Für Ghana stand er bei der U-20-WM 2015 bei allen vier Spielen im Tor.
Im Oktober 2017 debütierte er für die A-Nationalmannschaft Ghanas, als er in einem inoffiziellen Testspiel gegen Saudi-Arabien in der Startelf stand. Sein Debüt in einem offiziellen Länderspiel gab er im Juni 2018 gegen Island.
Im Jahr 2022 konnte er sich als Stammtorhüter durchsetzen und spielte auch die 3 Gruppenspiele bei der Fußball-Weltmeisterschaft 2022 in Katar.

## Erfolge
- Österreichischer Meister: 2016, 2017 (ohne Einsatz)
- Österreichischer Cupsieger: 2017